# Kattya González
Kattya Mabel González Villanueva (Asunción, 24 de junio de 1977) es una abogada, docente, autora y política paraguaya. Fue senadora nacional por el Partido Encuentro Nacional desde 2023 hasta su destitución en 2024. Es considerada una de las principales líderes de la oposición al Partido Colorado y al cartismo.
Anteriormente fue diputada nacional, por el departamento Central, entre 2018 y 2023.

## Primeros años

### Familia
Nació el 24 de junio de 1977 en Asunción, pero creció en Villa Elisa, ciudad donde su familia ha residido por generaciones. Es de ascendencia sueca, siendo su bisabuelo uno de los inmigrantes que fundaron la ciudad de Villa Elisa.
Es hija de Zully Villanueva y el político Marcial González Safstrand, quien fue senador nacional entre 2008 y 2013. González Safstrand fue perseguido por la dictadura de Alfredo Stroessner, por ser militante del Partido Revolucionario Febrerista.

### Educación
Realizó sus estudios primarios en la Escuela Rca. Dominicana y los secundarios en el Colegio Nacional EMD «Dr. Fernando de la Mora».
Es egresada de la carrera de Derecho de la Universidad Católica de Asunción y también de la Escuela Judicial de Paraguay. Culminó su especialización en España.
Estudió la maestría de Asuntos Públicos y Gobernabilidad en la Universidad Columbia y se recibió como mejor egresada en junio del 2022.

### Matrimonio e hijos
En 1999 tuvo a su primer hijo, con el fiscal Cristian Roig, pareja de la que se separó durante el embarazo. El 31 de marzo de 2007 se casó con Luis María Casco, con quien tuvo a su segundo hijo. González y Casco tienen una relación abierta.

## Trayectoria profesional
Es docente encargada de cátedra en la Facultad de Ciencias Jurídicas de la Universidad Católica y docente de posgrado en el Instituto Fotriem.
Por varios años ejerció el derecho en un estudio jurídico. Fue presidenta de la Coordinadora de Abogados del Paraguay, gremio que lucha contra la corrupción judicial e impunidad.
Fue reconocida mediáticamente por su participación en las denuncias y escraches al contralor Rubén Velázquez; al exrector de la UNA, Froilán Peralta, y al exsenador nacional, Óscar González Daher.

### Libros
- Garantías constitucionales en el constitucionalismo iberoamericano (2006).[18]
- Reforma constitucional, debate previo. Corrupción en la Corte Suprema de Justicia (2010).
- Ni opresores, ni siervos; ciudadanos. Aportes en materia de reforma constitucional (2016).[19]
- Derecho Parlamentario y Técnica Legislativa en Paraguay (2019).[20]
- Cartas a Marito, o la sordera del Estado burocrático (2020).[21]
- Dejamos constancia (2022).[22]
- 4 horas 21 minutos: Crónica de una injusticia anunciada (2025).[23][24]

## Trayectoria política

### Inicios
Siguiendo los pasos de su padre, inició su carrera política en el Partido Patria Querida. En el año 2006 fue electa concejal municipal de Villa Elisa, ejerciendo ese cargo hasta 2010. En 2013 ella y su padre, el exsenador Marcial González Safstrand, se desafiliaron de Patria Querida.

#### Elecciones generales de 2018
Luego de meses de especulación, en septiembre de 2017 finalmente anunció de manera oficial que sería candidata a la Cámara de Diputados por el departamento Central. Dijo que a pesar de que varios partidos le ofrecieron un lugar, decidió candidatarse por el Encuentro Nacional, debido a que este le daría la mayor libertad de actuar de manera independiente. En las elecciones generales de 2018 fue electa diputada, asumiendo el cargo el 30 de junio de ese año.

### Diputada Nacional (2018-2023)
Desde sus inicios como diputada, González donó el cupo de combustible que recibe como legisladora a los bomberos voluntarios o a hospitales. También presentó un proyecto de ley, aún en trámite, para la eliminación de dicho cupo a las autoridades del estado.
Fue parte de seis comisiones especiales, entre las que se destacan el Frente Parlamentario por los Derechos de la Niñez y la Adolescencia y el Frente Parlamentario contra la Corrupción y la Impunidad. Por lo tanto, varios proyectos de ley presentados por ella están relacionados con esas temáticas.
En los primeros cuatro años de gestión, presentó 88 proyectos de ley. Algunos de los proyectos presentados por ella, en conjunto con otros diputados, son:
- Proyecto de ley «que crea una comisión para investigar los secuestros y su vinculación con el crimen organizado y grupos políticos».
- Proyecto de ley «que dispone que los ingresos en conceptos de gastos sociales correspondientes al lado paraguayo, de las entidades binacionales de Itaipú y Yacyretá sean utilizados íntegramente para la compra de insumos médicos, materiales de bioseguridad para el personal de blanco e infraestructura hospitalaria mientras dure la pandemia del COVID-19».
- Proyecto de ley «que define, previene y sanciona el conflicto de intereses».
- Proyecto de ley «que abroga la Ley n.º 2.925/06 que aprueba el protoolo constitutivo del Parlamento del Mercosur».
- Proyecto de ley «que crea la educación dual».
- Proyecto de ley «que modifica varios artículos de la Ley n.º 1246/1998 de trasplantes de órganos y tejidos anatómicos humanos (Ley Anita)».

#### Elecciones generales de 2023
El 6 de marzo de 2022 oficializó su precandidatura a la presidencia de Paraguay, por la Concertación Nacional. El 9 de agosto anunció su retiro de la carrera presidencial, para encabezar la lista de postulantes al Senado por la Alianza Encuentro Nacional. Para la presidencia apoyó a la dupla de Efraín Alegre y Soledad Núñez.

### Senadora Nacional (2023-2024)
En las elecciones generales de 2023 fue electa senadora nacional, asumiendo el cargo el 30 de abril de ese año.